# Šopić
Šopić (em cirílico:Шопић) é uma vila da Sérvia localizada no município de Lazarevac, pertencente ao distrito de Belgrado, na região de Kolubara. Possuía uma população de 2499 habitantes segundo o censo de 2009.

## Demografia
| 1948 | 1953 | 1961 | 1971  | 1981  | 1991  | 2002  |
| ---- | ---- | ---- | ----- | ----- | ----- | ----- |
| 939  | 947  | 983  | 1 050 | 1 242 | 1 832 | 2 230 |